# Джованні Батиста Тассо
Джованні Батиста Тассо (*Giovanni Battista del Tasso; 1500, Флоренція —†8 травня 1555, Флоренція) — італійський архітектор та різьбяр часів пізнього Відродження.

## Життєпис
Походив з флорентійської мистецької родини Тассо. Син Марко Тассо, художника. Перші уроки брав у свого батька. З часом відкрив свою майстерню. Джованні був другом ювеліра і скульптора Бенвенуто Челліні, з яким переїздить до Риму. Тут працює до 1519 року.
До 1530 року про Тассо немає відомостей. У 1536 році працював над спорудження урочистих арок на честь приїзду до Флоренції імператора Карла V. У 1541 році разом з Ніколо Триболо відповідав за святкове оформлення хрестин сина Козімо I — Франческо. У 1545 році допомагав Челліні у виготовлені статуї «Персея». Згодом за малюнками Мікеланджело здійснив різьбярські роботи по дереву для Лаврентійської бібліотеки.
У 1546 році розробив та реалізував проект побудови Нового ринку у Флоренції, який завершив у 1551 році У 1548 році працював над апартаментами герцогині Елеонори Толедської, дружини Козімо I Медічі. У 1552 році займався розбудовою Палацо Пітті.
У 1553 році отримав замовлення на виконання різьбярських робіт на галерах дожа Генуї Андреа Доріа. По поверненню до Флоренції помер 8 травня 1555 року.

## Родина
Справу Джованні батисти Тассо продовжили його діти Філіппо, Доменіко та Марко.